# Градуированное многообразие
Градуированные многообразия представляют собой расширение концепции многообразия на основе представлений о суперсимметрии и коммутативной градуированной алгебры. Градуированные многообразия не являются супермногообразиями, хотя есть определенное соответствие между градуированными многообразиями и супермногообразиями Девитта. Как градуированные многообразия, так и супермногообразия определяются в терминах пучков {\displaystyle \mathbb {Z} _{2}}-градуированных алгебр.
Однако градуированные многообразия характеризуются пучками на гладких многообразиях, тогда как супермногообразия определяются склеиванием пучков супервекторных пространств.

## Градуированные многообразия
Градуированное многообразие размерности {\displaystyle (n,m)} определяется как локально окольцованное пространство {\displaystyle (Z,A)}, где {\displaystyle Z} является {\displaystyle n}-мерным гладким многообразием и {\displaystyle A} — {\displaystyle C_{Z}^{\infty }}-пучок алгебр Грассмана ранга {\displaystyle m}, где {\displaystyle C_{Z}^{\infty }} — пучок гладких вещественных функций на {\displaystyle Z}. Пучок {\displaystyle A} называется структурным пучком градуированного многообразия {\displaystyle (Z,A)}, а гладкое многообразие {\displaystyle Z} — телом {\displaystyle (Z,A)}. Сечения пучка {\displaystyle A} именуются градуированными функциями на градуированном многообразии {\displaystyle (Z,A)}. Они образуют коммутативное градуированное {\displaystyle C^{\infty }(Z)}-кольцо {\displaystyle A(Z)}, называемое структурным кольцом {\displaystyle (Z,A)}. Известные теорема Батчелора и теорема Серра — Свана следующим образом характеризуют градуированные многообразия.

### Теорема
Пусть {\displaystyle (Z,A)} — градуированное многообразие. Существует векторное расслоение {\displaystyle E\to Z} с {\displaystyle m}-мерным типичным слоем {\displaystyle V}, такое что структурный пучок {\displaystyle A} градуированного многообразия {\displaystyle (Z,A)} изоморфен структурному пучку сечений внешнего произведения {\displaystyle \Lambda (E)} расслоения {\displaystyle E}, типичным слоем которого является алгебра Грассмана {\displaystyle \Lambda (V)}.
Пусть {\displaystyle Z} — гладкое многообразие. Градуированная коммутативная {\displaystyle C^{\infty }(Z)}-алгебра изоморфна структурному кольцу градуированного многообразия с телом {\displaystyle Z} тогда и только тогда, когда она — внешняя алгебра некоторого проективного {\displaystyle C^{\infty }(Z)}-модуля конечного ранга.

## Градуированные функции
Хотя упомянутый выше изоморфизм Батчелора не является каноническим, во многих приложениях он изначально фиксирован. В этом случае всякая локальная карта тривиализации {\displaystyle (U;z^{A},y^{a})} векторного расслоения {\displaystyle E\to Z} порождает локальное расщепление {\displaystyle (U;z^{A},c^{a})} градуированного многообразия {\displaystyle (Z,A)}, где {\displaystyle \{c^{a}\}} — базис слоя расслоения {\displaystyle E}. Градуированные функции на такой карте представляются {\displaystyle \Lambda (V)}-значными функциями
{\displaystyle f=\sum _{k=0}^{m}{\frac {1}{k!}}f_{a_{1}\ldots a_{k}}(z)c^{a_{1}}\cdots c^{a_{k}}},
где {\displaystyle f_{a_{1}\cdots a_{k}}(z)} — гладкие вещественные функции на {\displaystyle U} и {\displaystyle c^{a}} — нечетные порождающие элементы алгебры Грассмана {\displaystyle \Lambda (V)}.

## Градуированные векторные поля
Пусть задано градуированное многообразие {\displaystyle (Z,A)}. Градуированные дифференцирования структурного кольца градуированных функций {\displaystyle A(Z)} называются градуированными векторными полями на {\displaystyle (Z,A)}. Они образуют вещественную супералгебру Ли {\displaystyle \partial A(Z)} относительно суперскобок
{\displaystyle [u,u']=u\cdot u'-(-1)^{[u][u']}u'\cdot u},
где {\displaystyle [u]} обозначает грассманову четность {\displaystyle u\in \partial A(Z)}. Градуированные векторные поля локально имеют вид
{\displaystyle u=u^{A}\partial _{A}+u^{a}{\frac {\partial }{\partial c^{a}}}}.
Они действуют на градуированные функции {\displaystyle f} по закону
{\displaystyle u(f_{a_{1}\ldots a_{k}}c^{a_{1}}\cdots c^{a_{k}})=u^{A}\partial _{A}(f_{a_{1}\ldots a_{k}})c^{a_{1}}\cdots c^{a_{k}}+\sum _{i}u^{a_{i}}(-1)^{i-1}f_{a_{1}\ldots a_{k}}c^{a_{1}}\cdots c^{a_{i-1}}c^{a_{i+1}}\cdots c^{a_{k}}}.

## Градуированные внешние формы
Модуль, {\displaystyle A(Z)}-дуальный модулю градуированных векторных полей {\displaystyle \partial A(Z)}, называется модулем градуированных внешних одно-форм {\displaystyle O^{1}(Z)}. Градуированные внешние одно-формы локально имеют вид
{\displaystyle \phi =\phi _{A}dz^{A}+\phi _{a}dc^{a}}, так что внутреннее произведение
между {\displaystyle \partial A(Z)} и {\displaystyle O^{1}(Z)} дается выражением
{\displaystyle u\rfloor \phi =u^{A}\phi _{A}+(-1)^{[\phi _{a}]}u^{a}\phi _{a}}.
Наделенные операцией градуированного внешнего произведения
{\displaystyle dz^{A}\wedge dc^{i}=-dc^{i}\wedge dz^{A},\qquad dc^{i}\wedge dc^{j}=dc^{j}\wedge dc^{i}},
градуированные одно-формы порождают градуированную внешнюю алгебру {\displaystyle O^{*}(Z)} градуированных внешних форм на градуированном многообразии. Они удовлетворяют соотношениям
{\displaystyle \phi \wedge \phi '=(-1)^{|\phi ||\phi '|+[\phi ][\phi ']}\phi '\wedge \phi },
где {\displaystyle |\phi |} — степень формы {\displaystyle \phi }. Градуированная внешняя алгебра {\displaystyle O^{*}(Z)} является дифференциальной градуированной алгеброй относительно градуированного внешнего дифференциала
{\displaystyle d\phi =dz^{A}\wedge \partial _{A}\phi +dc^{a}\wedge {\frac {\partial }{\partial c^{a}}}\phi },
где градуированные дифференцирования {\displaystyle \partial _{A}}, {\displaystyle \partial /\partial c^{a}} градуировано коммутативны с градуированными формами {\displaystyle dz^{A}} и {\displaystyle dc^{a}}. Справедливы соотношения
{\displaystyle d(\phi \wedge \phi ')=d(\phi )\wedge \phi '+(-1)^{|\phi |}\phi \wedge d\phi '}.

## Градуированная дифференциальная геометрия
В категории градуированных многообразий рассматриваются градуированные группы Ли, градуированные расслоения и главные градуированные расслоения. Вводится также понятие струй градуированных многообразий, которые, однако, отличаются от струй сечений градуированных расслоений.

## Градуированное дифференциальное исчисление
Дифференциальное исчисление на градуированных многообразиях формулируется как дифференциальное исчисление над коммутативными градуированными алгебрами, аналогично дифференциальному исчислению над коммутативными алгебрами.

## Физические приложения
Благодаря вышеупомянутой теореме Серра — Свана нечетные классические поля на гладком многообразии описываются в терминах именно градуированных многообразий, а не супермногообразий. Будучи обобщенным на градуированные многообразия, вариационный бикомплекс обеспечивает строгую математическую формулировку лагранжевой теории четных и нечетных классических полей и лагранжевой БРСТ теории.